# Parti démocrate-chrétien du Pérou

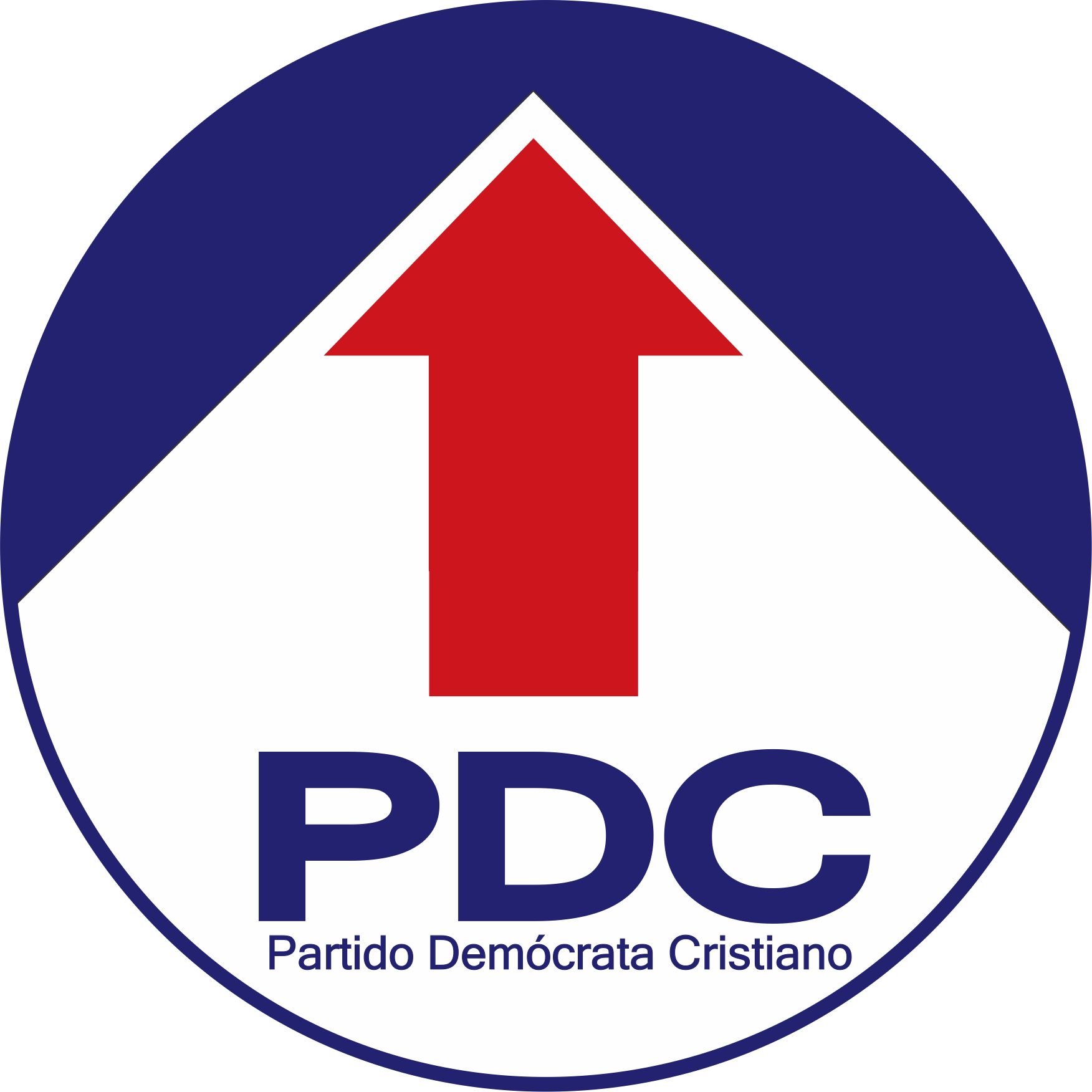
Logo officiel du parti démocrate-chrétien du Pérou

Le Partido Demócrata Cristiano del Perú (Parti démocrate-chrétien du Pérou) est un parti politique péruvien membre de l'Organisation démocrate-chrétienne d'Amérique.